# Desmoglein
Desmoglein là một họ protein cadherin ở thể liên kết, gồm các protein DSG1, DSG2, DSG3 và DSG4. Chúng đóng vai trò hình thành các thể liên kết có chức năng liên kết các tế bào với nhau.

## Bệnh học
Desmoglein liên quan đến bệnh bọng nước pemphigus tự miễn.
Protein desmoglein là một loại cadherin, là protein xuyên màng liên kết với các cadherin khác để tạo thành các mối nối tên là thể liên kết. Do đó, protein desmoglein liên kết các tế bào lại với nhau. Khi cơ thể coi desmoglein là kháng nguyên và bắt đầu sản xuất kháng thể chống lại, các mối liên kết này bị phá vỡ, dẫn đến hình thành bọng nước.